# My Wild Irish Rose (Lied)

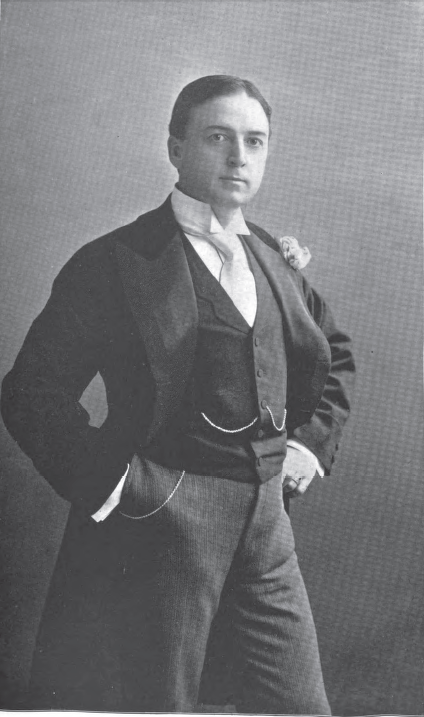
Chauncey Olcott (1896)

My Wild Irish Rose ist ein Song aus dem 1899 uraufgeführten Musical A Romance of Athlone. Er wurde von Chauncey Olcott komponiert. Von ihm stammt auch der Liedtext. Zum ersten Mal gesungen wurde der Song von Dick Ronyane. Seit seinem Debüt wurde der Song von zahlreichen Künstlern verschiedener Musikstile interpretiert. Außerdem war er Soundtrack in zahlreichen Filmen und TV-Serien.

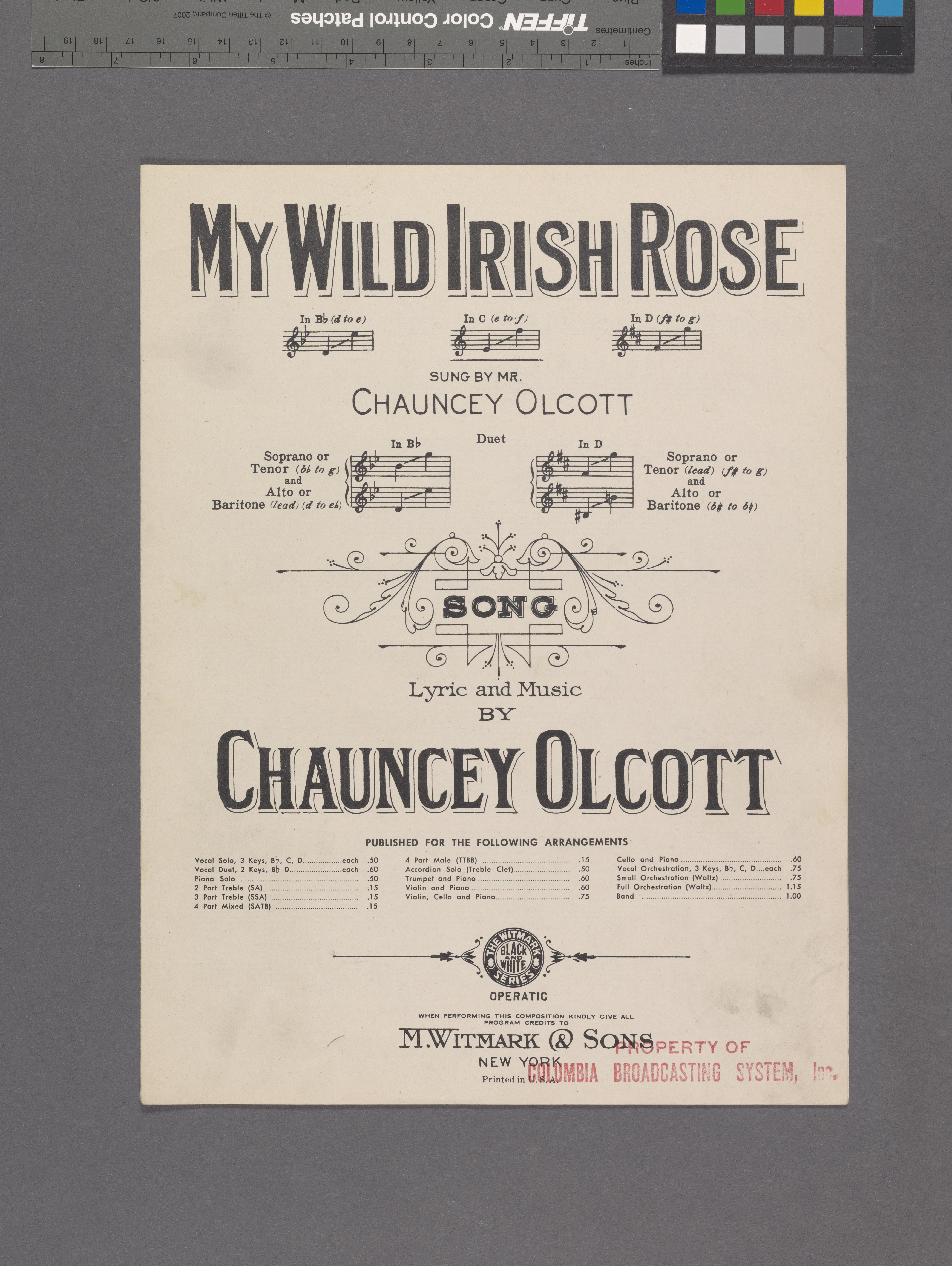
My Wild Irish Rose (1899)

## Hintergrund
Chauncey Olcott, der Komponist und Texter des Songs, wurde am 21. Juli 1858 in Buffalo, New York geboren. Olcott war nicht nur Songwriter, sondern auch erfolgreicher Bühnenschauspieler und Sänger. Im Zeitraum 1894 bis 1920 schrieb er die Partituren für mehr als zwanzig Musicals mit irischem Einschlag, darunter Minstrel of Clare (1896), Sweet Inniscara (1897), A Romance of Athlone (1899), Garret O’Magh (1901) und Old Limerick Town (1902).
Das Lied My Wild Irish Rose wurde für das Musical A Romance Of Athlone komponiert und entwickelte sich zu Olcotts bekanntestem Song. Weitere bekannte Lieder des Komponisten sind Mother Machree aus dem Musical Barry of Ballymore (1910) und When Irish Eyes Are Smiling aus dem Musical The Isle o’ Dreams (1913).
Das Musical A Romance of Athlone hatte seine Uraufführung am 9. Januar 1899 am Fourteenth Street Theatre in New York City. Bereits am 22. März 1899 wurde der Song von Albert Campbell aufgenommen und noch im gleichen Jahr als Single veröffentlicht.
Die Lebensgeschichte von Chauncey Olcott wurde in dem 1947 erschienenen Film My Wild Irish Rose erzählt, mit Dennis Morgan in der Rolle von Olcott. Das Drehbuch des Films beruht auf der Biografie Song in His Heart (1939) von Rita Olcott, der Ehefrau des Künstlers.

## Versionen des Songs

### Originalversion
Als erste Performance, erste Aufnahme und erste Veröffentlichung werden bei SecondHandSongs die folgende Versionen ausgewiesen.
|                        | Jahr der Aufnahme | Künstler        | Album / Single |
| ---------------------- | ----------------- | --------------- | -------------- |
| Erste Performance      | 9. Januar 1899    | Dick Ronyane    | -              |
| Erste Aufnahme         | 22. März 1899     | Albert Campbell | Single         |
| Erste Veröffentlichung | 1899              | Albert Campbell | Single         |

### Auswahl von Coverversionen
Eine Suche nach dem Song in der Musikdatenbank von SecondHandSongs listet fast 50 Versionen des Songs, Allmusic kennt mehr als 300 Versionen und bei Discogs sind es mehr als 130 Master-Releases und mehr als 800 Veröffentlichungen. Eine kleine Auswahl der verfügbaren Versionen auf Basis der genannten Musikdatenbanken wird in den beiden folgenden Tabellen ausgewiesen:

#### Vokal
| Jahr der Aufnahme | Künstler                                                  | Album / Single                                                        |
| ----------------- | --------------------------------------------------------- | --------------------------------------------------------------------- |
| 1907              | Haydn Quartet                                             | Single                                                                |
| 1910              | Brunswick Quartet                                         | Single                                                                |
| 1913              | Chauncey Olcott                                           | Single                                                                |
| 1914              | John McCormack                                            | Single                                                                |
| 1915              | Columbia Stellar Quartet                                  | Single                                                                |
| 1920              | Theo Karle                                                | That Tumble-Down Shack in Athlone                                     |
| 1922              | Charles Harrison                                          | Single                                                                |
| 1927              | Lester McFarland and Robert A. Gardner                    | Where the River Shannon Flows                                         |
| 1928              | Arthur Ball                                               | Single                                                                |
| 1928              | Hugh Cross and Riley Puckett                              | Single                                                                |
| 1928              | Frank Munn                                                | That Tumble-Down Shack in Athlone                                     |
| 1931              | Leake County Revelers                                     | Single                                                                |
| 1935              | Leo Soileau’s Four Aces                                   | Single                                                                |
| 1937              | Jan Garber and His Orchestra                              | Single                                                                |
| 1940              | Phil Regan with Orchestra under Direction of Harry Sosnik | Decca Presents Phil Regan in a Group of Irish Ballads                 |
| 1940              | Glen Gray and The Casa Loma Orchestra                     | Single                                                                |
| 1941              | Ray Noble and His Orchestra                               | Single                                                                |
| 1944              | Frank Connors and Orchestra                               | Irish Ballads                                                         |
| 1954              | The Four Tunes with The Sid Bass Orchestra                | Single                                                                |
| 1957              | The Mills Brothers with Orchestra Directed by Sy Oliver   | One Dozen Roses                                                       |
| 1958              | Hank Locklin                                              | Foreign Love                                                          |
| 1959              | Joni James                                                | Joni Sings Irish Favorites                                            |
| 1961              | Connie Francis and The Jordanaires                        | Brylcreem Presents Sing Along With Connie Francis and The Jordanaires |
| 1962              | Alvin, Simon & Theodore with David Seville                | Alvin, Simon & Theodore with David Seville                            |
| 1963              | Slim Whitman                                              | Single                                                                |
| 1965              | John Gary                                                 | John Gary with a Little Bit of Heaven                                 |
| 1977              | The Mom and Dads                                          | One Dozen Roses                                                       |
| 1985              | Emerald Isle Singers                                      | Memories of Ireland                                                   |
| 1991              | Mario Lanza                                               | Be My Love                                                            |
| 1997              | Dennis Day                                                | Irish Favorites                                                       |
| 2004              | Tom Dunphy / Royal Showband                               | The Fabulous Irish Showbands                                          |
| 2014              | Luka Bloom                                                | Head & Heart                                                          |

#### Instrumental
| Jahr der Aufnahme | Künstler                                          | Album / Single                          |
| ----------------- | ------------------------------------------------- | --------------------------------------- |
| 1922              | Fred Fradkin                                      | Single                                  |
| 1925              | Jesse Crawford                                    | Single                                  |
| 1937              | Ben Pollack's "Pick-a-Rib" Boys                   | Single                                  |
| 1949              | Frankie Carle                                     | Roses in Rhythm                         |
| 1956              | Buddy Childers                                    | Sam Songs                               |
| 1956              | Knuckles O’Toole                                  | Knuckles O’Toole Plays Honky Tonk Piano |
| 1960              | Kings of Dixieland                                | Volume Four                             |
| 1961              | Charlie Shavers                                   | Swing Along With Charlie Shavers        |
| 1965              | Johnny Maddox                                     | Great Marches & Waltzes in Ragtime      |
| 1966              | 101 Strings                                       | The Soul of Erin                        |
| 1974              | Tony Fougerat and His Kings of Poverty            | Every Man a King                        |
| 1980              | Arne Domnérus Nontett                             | Bröst-Toner                             |
| 1999              | Keith Jarrett                                     | The Melody at Night, With You           |
| 2001              | June Smith                                        | Serenity                                |
| 2005              | Dan Levinson & His Canary Cottage Dance Orchestra | Crinoline Days                          |
| 2005              | Sam Vaughn                                        | American Favorites #2                   |

## Verwendung in Film und Fernsehen
Der Song war unter anderen Soundtrack in folgenden Filmen:
- Boardwalk Empire (TV-Serie), Episode: A Return to Normalcy (2010, interpretiert von Gypsy Queen)
- Boardwalk Empire (TV-Serie), Episode: A Dangerous Maid (2011, interpretiert von Wurlitzer 153 Band Organ: Katy Lou)
- Boardwalk Empire (TV-Serie), Episode: Anastasia (2010, interpretiert von Wurlitzer 153 Band Organ: Katy Lou)
- Brooklyn – Eine Liebe zwischen zwei Welten (2015, arrangiert von John Carty, interpretiert von John Carty, James Blennerhassett, Paul Gurney, Seamus O’Donnell und Jim Higgins)
- Crimson Peak (2015, interpretiert von Harry MacDonough und dem Haydn Quartet)
- Ist das Leben nicht schön? (1946, interpretiert von Thomas Mitchell)
- Die Waltons (TV-Serie), Episode: The Separation (1973)
- Aloha: Die Chance auf Glück (2015, Medley der Songs: My Wild Irish Rose / Good Old Summer Time / Sweet Rosie O’Grady von Chauncey Olcott, Ren Shields, George Evans und Maude Nugent interpretiert vom Walter Kolomoku’s Honoluluans Hawaiian Orchestra)
- Mama, ich und wir zwei (1991)
- Die Muppet Show (TV-Serie), Episode: Kris Kristofferson and Rita Coolidge (1978, interpretiert von Richard Hunt)
- The Dodge Dancing Party (TV-Serie), Episode: Everything’s Coming Up Roses (1971, interpretiert von Joe Feeney)
- 3 Cheers for the Irish (1940, gepfiffen von Thomas Mitchell)
- Come Dine with Me Canada (TV-Serie), Episode: Larry Boccioletti: Block 14 (2014)
- Mike Fright (1934 Kurzfilm)
- Breaking Legs (2016),
- The Danny Kaye Show (TV-Serie), Episode: Episode #2.26 (1965, interpretiert von Enzo Stuarti)
- Tiger-Hai (1932)
- My Wild Irish Rose (1947, mehrfach interpretiert, unter anderem von Dennis Morgan)
- Schrecken der zweiten Kompanie (1941)
- She’s Back on Broadway (1953)
- Dust Be My Destiny (1939)
- Man Hunt (1936)
- The Passing (1985)
- Doughboys in Ireland (1943)
- Lilly Turner (1933),
- Lights Fantastic (1942 Kurzfilm)
- Cheese It, the Cat! (1957 Kurzfilm)
- Bi no tsubo (TV-Serie), Episode: Sakura (2013, interpretiert von Keith Jarrett)
- Man of Iron (1935, interpretiert von Barton MacLane)
- Speed to Burn (1938, interpretiert von Henry Armetta)
- The Gotham Rhythm Boys (1929 Kurzfilm, interpretiert von The Gotham Rhythm Boys)
- Song of the Roses (1929 Kurzfilm)